# Burnajewskaja-Moschee

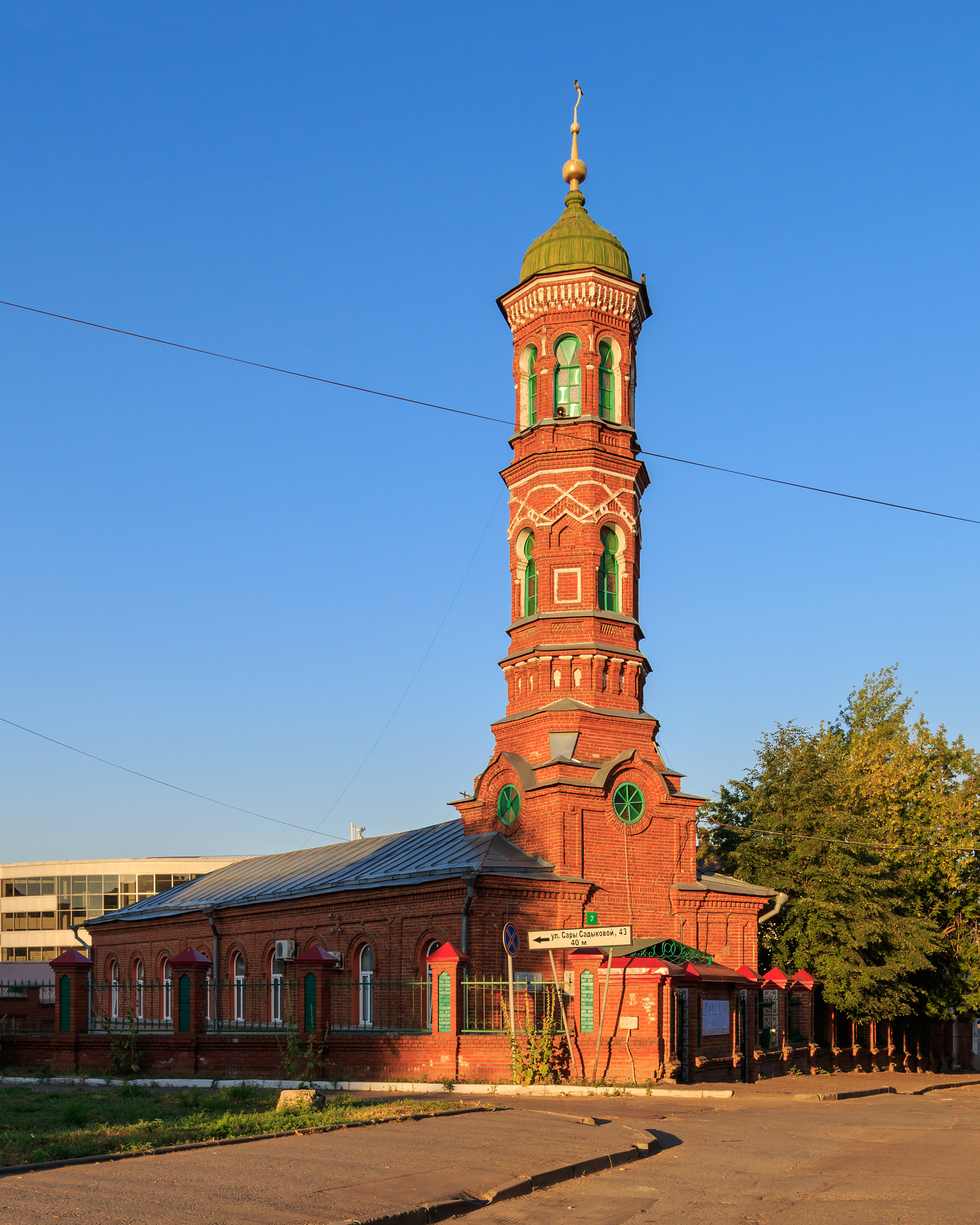
Burnajewskaja-Moschee

Die Burnajewskaja-Moschee (russisch Бурнаевская мечеть, tatarisch Борнай мәчете Bornay mäçete, Bornay-Moschee) auch Moschee der dritten Kathedrale (Третья соборная), befindet sich in der russischen Stadt Kasan in der Republik Tatarstan.
Erbaut wurde die Moschee im Jahr 1872 im Auftrag des Kaufmanns Mukhametsadik K. Burnajew (1826–1898), Architekt war P. I. Romanow. Errichtet wurde sie an einer Stelle, an der zuvor eine alte Holzmoschee von 1799 stand, welche niederbrannte. Im Jahr 1895 wurde das Minarett hinzugefügt. Die Architektur der Ziegel-Moschee im Stile der sogenannten Nationalen Romantik bedient sich eklektisch mittelalterlich tatarischer und russischer Elemente. 
Ende der 1930er Jahre wurde die Moschee infolge einer Entscheidung des Zentralen Exekutivkomitees der Republik Tatarstan geschlossen, erst 1994 wurde sie wieder für die Gläubigen zugänglich.